# الانتخابات التشريعية السورية 1949
الانتخابات التشريعية في سورية 1949، وهي سادس انتخابات تشريعية في تاريخ سورية الحديث. تمت لانتخاب جمعية تأسيسيّة في أعقاب تعطيل حسني الزعيم لدستور عام 1930 وقيام سامي الحناوي بالإطاحة بالزعيم وإعادة الحكم الدستوري، وكانت أولى خطواته الدعوة لانتخابات جمعية تأسيسيّة لوضع دستور جديد للبلاد. تمت هذه الانتخابات في 16 تشرين الثاني 1949 وتمت جولة الإعادة في 25 تشرين الثاني. حقق حزب الشعب المركز الأول، وقد قاطعت هذه الانتخابات الكتلة الوطنية.

## النتائج
| الحزب                  | الأصوات | % | المقاعد |
| ---------------------- | ------- | - | ------- |
| حزب الشعب              |         |   | 63      |
| مستقلون                |         |   | 31      |
| الإخوان المسلمون       |         |   | 4       |
| الحزب العربي الاشتراكي |         |   | 1       |
| الحزب السوري القومي    |         |   | 1       |
| المجموع                |         |   | 114     |